# Districtul Magherafelt
Magherafelt (irlandeză Machaire Fíolta) este un district în Irlanda de Nord. Din punct de vedere administrativ, Magherafelt este un district al Irlandei de Nord.